# Lisbeth Johansson
Denna artikel handlar om åklagaren Lisbeth Johansson. För skådespelaren med samma namn, se Lisbeth Johansson (skådespelare).
Ingrid Lisbeth Marianne Johansson, född Andersson den 4 augusti 1954, chefsåklagare i Göteborg och rikskänd 1999 i samband med malexandermorden där hon förde åtal. Hon är uppväxt i Vara och var i ungdomen aktiv i Moderata ungdomsförbundet, bland annat som distriktsordförande i Skaraborgs län.
Hon utsågs till årets yrkeskvinna 2001, då hon var chefsåklagare i Linköping, för sin hantering av Malexandermorden. År 2008 var hon chef för åklagarkammaren i Göteborg.